# Richard H. Kline
Richard Howard Kline (Los Angeles, Kalifornia, 1926. november 15. – Los Angeles, 2018. augusztus 7.) amerikai operatőr.

## Filmjei
Mozifilmek
- Chamber of Horrors (1966)
- Camelot (1967)
- Akasszátok őket magasra (Hang 'Em High) (1968)
- A bostoni fojtogató (The Boston Strangler) (1968)
- Egy királyi álom (A Dream of Kings) (1969)
- Vidáman, Vidáman (Gaily, Gaily) (1969)
- Holdfényháború (The Moonshine War) (1970)
- Az Androméda-törzs (The Andromeda Strain) (1971)
- Csakazértis nagypapa (Kotch) (1971)
- Hammersmith Is Out (1972)
- Amikor a legendák meghalnak (When the Legends Die) (1972)
- Mestergyilkos (The Mechanic) (1972)
- Black Gunn (1972)
- Zöld szója (Soylent Green) (1973)
- The Harrad Experiment (1973)
- A majmok bolygója V. – A csata (Battle for the Planet of the Apes) (1973)
- A don halála (The Don Is Dead) (1973)
- Mr. Majestyk (1974)
- Az átprogramozott ember (The Terminal Man) (1974)
- Harrad Summer (1974)
- Mandingo (1975)
- I Wonder Who's Killing Her Now? (1975)
- Won Ton Ton, Hollywood megmentője (Won Ton Ton: The Dog Who Saved Hollywood) (1976)
- King Kong (1976)
- That's Action (1977, dokumentumfilm)
- Őrjöngés (The Fury) (1978)
- Pokolról pokolra (Who'll Stop the Rain) (1978)
- Tilt (1979)
- Star Trek: A mozifilm (Star Trek: The Motion Picture) (1979)
- Touched by Love (1980)
- Szerelemverseny (The Competition) (1980)
- A test melege (Body Heat) (1981)
- Lovespell (1981)
- Bosszúvágy II. (Death Wish II) (1982)
- Fiú a múltból (Man, Woman and Child) (1983)
- Kifulladásig Los Angelesben (Breathless) (1983)
- Az évszázad üzlete (Deal of the Century) (1983)
- Hard to Hold (1984)
- Mindenem a tied (All of Me) (1984)
- Magas barna férfi felemás cipőben (The Man with One Red Shoe) (1985)
- Howard, a kacsa (Howard the Duck) (1986)
- Érints meg és menj! (Touch and Go) (1986)
- Marslakó a mostohám (My Stepmother Is an Alien) (1988)
- Philadelphiai zsaru (Downtown) (1990)
- Dupla dinamit (Double Impact) (1991)
- Botrány TV (Meet Wally Sparks) (1997)

Tv-filmek
- The Mouse That Roared (1966)
- Coming Out of the Ice (1982)
- Home Song (1996)

Tv-sorozatok
- Shotgun Slade (1960, egy epizód)
- Mr. Novak (1963–1965, 15 epizód)
- Honey West (1965, három epizód)
- 12 O'Clock High (1966, egy epizód)
- T.H.E. Cat (1966, egy epizód)
- The Monkees (1966, egy epizód)
- O'Hara, U.S. Treasury (1972, három epizód)
- Kate McShane (1975, egy epizód)